# تراکم اولمان
تراکم اولمان(به انگلیسی: Ullmann condensation) که با نام سنتز اتر اولمان(به انگلیسی: Ullmann ether synthesis) نیز شناخته می‌شود گونه‌ای از واکنش اولمان است که طی آن یک فنول و یک آریلهالید با یکدیگر جفت شده و تشکیل یک دی‌آریل‌اتر را می‌دهند. این عمل در حضور یک ترکیب حاوی فلز مس صورت می‌گیرد. این نام واکنش آلی به افتخار شیمیدان آلمانی فریتس اولمان، نامگذاری شده است.
در زیر نمونه‌ای از تراکم اولمان که منجر به تولید پارا-نیتروفنیل فنیل اتر می‌شود نشان داده شده است: